# Masclat
Masclat is een dorpje in het Franse departement Lot, vlak bij de grens met het departement Dordogne op een paar kilometer van de gelijknamige rivier in de voormalige provincie Quercy. Het dorpje heeft 289 inwoners en ligt globaal gezien tussen Souillac en Gourdon. De dichtstbijzijnde buurdorpen zijn Fajoles, Saint-Julien-de-Lampon, Lamothe-Fenelon en Caminel. Masclat heeft een kasteel uit de 12e eeuw. Het huidige gebouw is na een brand gebouwd met de stenen van een voormalig klooster dat in Caminel stond. De kerk van Masclat wordt voor het eerst genoemd in 1300 en in 1309 krijgt het dorp zijn eigen parochie. Tijdens de Honderdjarige Oorlog valt het dorp in Engelse handen. De Engelsen bouwen het zogenaamde Maison Anglaise, met een inscriptie in het Engels boven de schoorsteenmantel.

## Demografie
Onderstaande figuur toont het verloop van het inwoneraantal van Masclat vanaf 1962.
Bron: Frans bureau voor statistiek. Cijfers inwoneraantal volgens de definitie population sans doubles comptes (zie de gehanteerde definities)
1. ↑  Populations de référence 2022.